# Flottateur

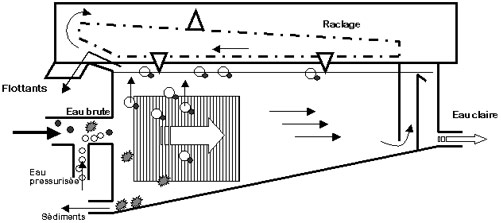
Schéma d'un flottateur à air dissous cylindrique

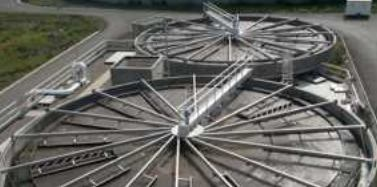
Flottateur en huilerie alimentaire

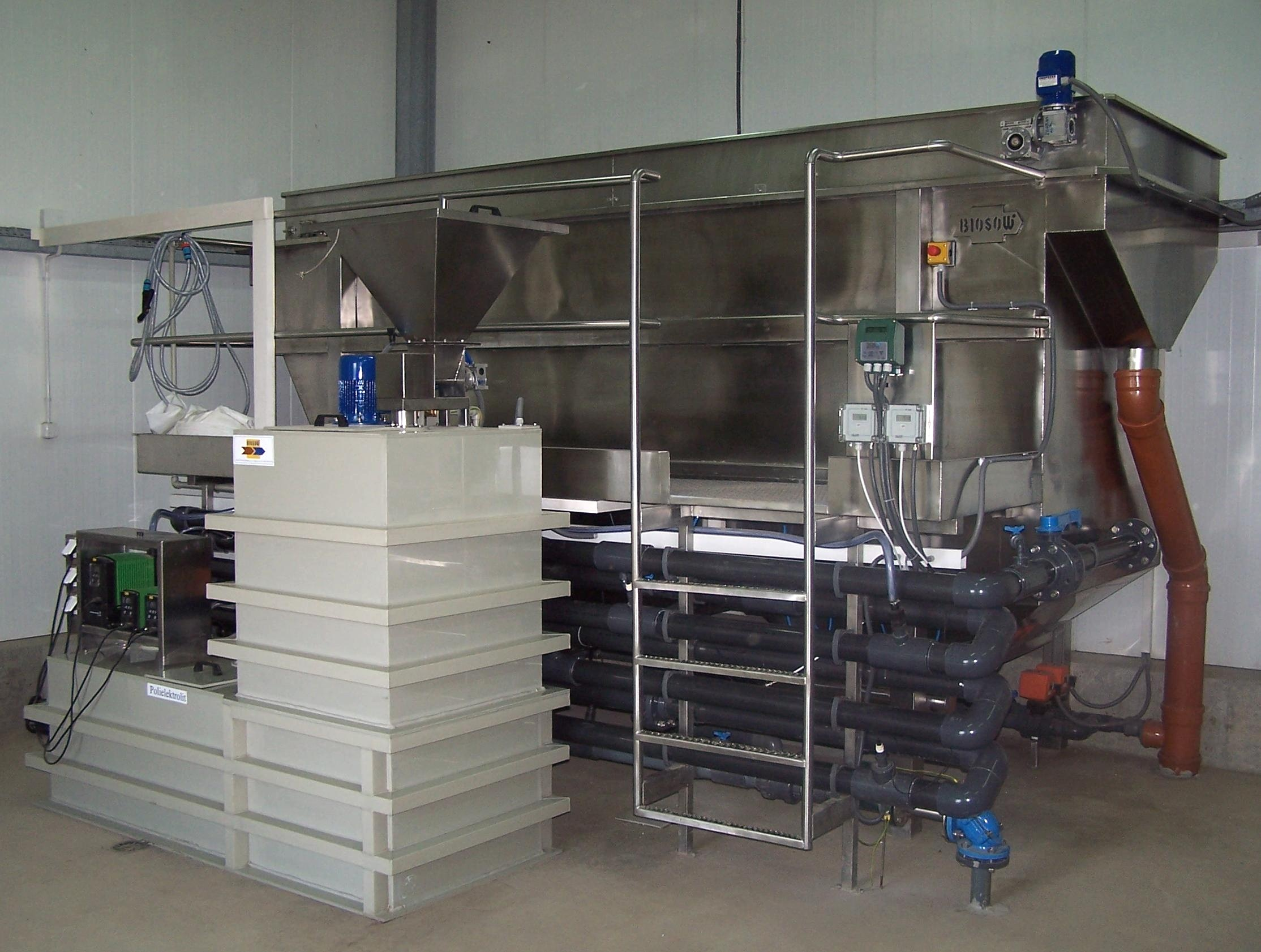
Flottateur à air dissous - 20 m³/h

Le flottateur à air dissous est un appareil de traitement des eaux usées qui permet la séparation des matières en suspension. Cette séparation s'effectue grâce à l'injection de microbulles d'air dans l'eau à traiter : ces microbulles en remontant à la surface entraînent dans ce mouvement les particules qui sont ensuite écrémées par un racleur de surface, puis retirées des eaux à traiter.
Ce procédé est particulièrement adapté aux eaux polluées par des hydrocarbures ou des graisses, végétales ou animales.
L'industrie pétrolière utilise principalement ce procédé pour séparer le pétrole de l'eau lors de l'extraction du brut.

## Description du procédé
Dans la plupart des cas, les eaux à traiter sont préalablement coagulées et floculées afin de rassembler la pollution non-soluble en flocs, particules beaucoup plus grosses qu'emprisonnent les fines bulles d'air dissoutes dans l'eau.
Une partie des eaux traitées est récupérée et pressurisée par une pompe spécifique dans un ballon de pressurisation. La détente de cette eau pressurisée libère les fines bulles d'air qui permettent alors de faire remonter la pollution en surface du flottateur.
À la sortie d'un flottateur les eaux sont quasiment dépourvues de matières en suspension ; reste tout de même certains polluants solubles non-affectés par la coagulation-floculation et il est nécessaire de mettre en place une deuxième étape de traitement d'eau du type : filtration sur charbon actif, ozonation et autre...